# Gaylussacia orocola
Gaylussacia orocola là một loài thực vật có hoa trong họ Thạch nam. Loài này được (Small) Camp mô tả khoa học đầu tiên năm 1935.